# 西山昭彦
西山 昭彦（にしやま あきひこ）は、東京都出身の日本の経営コンサルタント、経営学者、博士（経営学）。一橋大学特任教授を経て、立命館大学教授、三菱商事社外取締役。

## 人物・経歴
東京都出身。一橋大学社会学部を卒業し、東京瓦斯入社。ロンドン大学大学院政治経済学科留学を経て、ハーバード大学ケネディ・スクール修士課程修了。修士の学位を修得  。ハーバード大学では留学同期の茂木敏充（外務大臣・経済再生担当大臣・経済産業大臣）、塩崎恭久（厚生労働大臣・内閣官房長官）と交流。
財団法人中東経済研究所（現財団法人日本エネルギー経済研究所中東研究センター）副主任研究員に出向。社内ベンチャーでアーバンクラブ設立、同社取締役就任。1999年、「大企業ホワイトカラーの関係会社出向に関する実証的研究」により法政大学から博士（経営学）を取得し、大学院社会科学研究科博士課程を修了した。
東京ガス都市生活研究所長。2004年東京ガスの個人研究所制度を利用し、東京ガス西山経営研究所を設立、所長に就任。ビジネスマンのキャリアの調査研究を行う。著書は60冊にのぼる。
2001年法政大学大学院大学院社会科学研究科政策科学専攻客員教授、2004年東京女学館大学国際教養学部教授（大学評議員、キャリア開発委員長など）、2013年一橋大学特任教授。ほかに、2010年から横浜市経営諮問委員、専門委員。（社）如水会組織強化委員・研修文化委員。企業発ベンチャー協議会理事なども務める。2015年より三菱商事(株）社外取締役。2009年ニッポン新事業創出大賞優秀賞受賞。2018年立命館大学共通教育推進機構教授。

## 著書
- 『スーパー平社員』ダイヤモンド社 1994
- 『サラリーマン生き方革命』講談社 1994
- 『オフィスからOLが消える日』ダイヤモンド社 1995
- 『スーパーサラリーマンは社外をめざす』読売新聞社 1996
- 『昇進の達人』ダイヤモンド社 1997
- 『人間関係力をつける』日本経済新聞社 1997
- 『出向の達人』読売新聞社 1998
- 『30歳から本気ではじめる大人の勉強法』中経出版 1998
- 『学歴改造のすすめ』中経出版 1999
- 『知的仕事人のための論文の書き方』東洋経済新報社 1999
- 『会社の中でやりたい仕事ができる本』大和書房 2000
- 『IT時代の人脈術』PHP研究所 2000
- 『30代から本気ではじめる大人の勉強法』三笠書房 2000
- 『仕事に疲れない生き方仕事で結果を出すやり方』PHP研究所 2001
- 『定年自営のすすめ』講談社 2001
- 『トップ営業マンなぜあの人から買いたくなるのか』オーエス出版 2002
- 『トップ営業マンのメモ術・手帳術』オーエス出版 2003
- 『生きたお金の使い方』河出書房新社 2003
- 『37歳までに仕事人生は決まる』日本経済新聞社 2004
- 『人生の勝敗は週末で決まる』生活情報センター 2004
- 『編集長の情報術』（酒井富士子と共著）生活情報センター 2004
- 『本気ではじめる大人の勉強法』中経出版 2004
- 『「企業内プロフェッショナル」の時代』プレジデント社 2004
- 『仕事がどんどんうまくいくスピード整理術』実業之日本社 2005
- 『トップ営業マンのコミュニケーション術』インデックス・コミュニケーションズ 2005
- 『できる人の書斎術』（中塚千恵と共著）新潮社 2005
- 『勉強するのに遅すぎるということはない』技術評論社 2005
- 『仕事ができる人の「人間関係」戦略』成美堂出版 2005
- 『30歳からはじめる本気の勉強法』中経出版 2006
- 『女たちは管理職をめざす』中経出版 2007
- 『こま切れ時間活用術』日本実業出版社 2007
- 『40代で始める「最終戦略」ノート』こう書房 2008
- 『今日から始める3倍速の人脈術』日本実業出版社 2008
- 『人生の転機』新潮社 2009
- 『人生のキャリアデザイン術』ロングセラーズ 2009
- 『仕事と学びの成功習慣が身に付く!スピード勉強法』東洋経済新報社 2009
- 『貴女を輝かせるキャリアデザイン』（広岡守穂,木本喜美子と共編著）中央大学出版部 2010
- 『稼いでいる人が20代からしてきたこと』（八代比呂美,高橋かのんと共著）ユナイテッド・ブックス 2011
- 『仕事ができる人の勉強机の作り方』PHP研究所 2011
- 『西山ゼミ就活の奇跡』プレジデント社 2012
- 『好きなことで70歳まで働こう』（編著） PHP研究所 2012
- 『受かる！西山式内定バイブル』小学館 2013